# Pašupatináth
Pašupatináth (nepálsky: श्री पशुपतिनाथ मन्दिर) je hinduistický chrám zasvěcený bohu Pašupatimu, který se nachází v nepálském Káthmándú poblíž posvátné řeky Bágmatí.
V roce 1979 byl tento chrám zařazen na seznam světového dědictví UNESCO. Tento "rozsáhlý hinduistický chrámový okrsek" je "rozlehlý soubor chrámů, ášramů, obrazů a nápisů vztyčených v průběhu staletí na břehu posvátné řeky Bágmatí" a je jednou ze sedmi skupin památek, které UNESCO zařadilo do souboru Káthmándské údolí. Rozkládá se na ploše 246 hektarů a zahrnuje 518 mini chrámů a hlavní pagodový dům.
Chrám je jedním z Paadal Petra Sthalamů na kontinentu.

## Historie
Přesné datum výstavby chrámu není jisté, ale současná podoba chrámu byla postavena v roce 1692 n. l. V průběhu času bylo kolem dvoupatrového chrámu postaveno mnoho dalších chrámů, včetně višnuivského chrámového komplexu s Rámovým chrámem ze 14. století a chrámu Guhyešvari zmiňovaného v rukopise z 11. století.
Chrám Pašupatináth je nejstarším hinduistickým chrámem v Káthmándú. Není jisté, kdy byl chrám Pašupatináth postaven. Ale podle Nepálu Mahátmaja a Himvatkhanda zde božstvo získalo velkou slávu jako Pašupati. Existence chrámu Pašupatináth je zaznamenána již v roce 400 n. l. Ve zdobené pagodě se nachází Šivův lingam. Existuje mnoho legend popisujících, jak zde chrám Aalok Pašupatinath vznikl.
Podle jedné z legend na sebe Šiva a Párvatí vzali podobu antilop v lese na východním břehu řeky Bágmatí. Později ho bohové dostihli, chytili ho za jeden z rohů a donutili ho vrátit se do své božské podoby. Zlomený roh byl uctíván jako lingam, ale časem byl pohřben a ztratil se. O několik staletí později našel pastevec jednu ze svých krav, jak kropí zemi mlékem, a po vykopání na místě objevil božský lingam Pašupatináta.
Podle Gópálrádže Aaloka Vhata chrám postavil Pračanda Déva, ličhavijský král.
Jiná kronika uvádí, že chrám Pašupatináth měl podobu dévály ve tvaru lingamu ještě předtím, než Supušpa Déva na tomto místě postavil pětipatrový chrám Pašupatináth. Postupem času bylo třeba chrám opravit a renovovat. Je známo, že tento chrám zrekonstruoval středověký král jménem Šivadeva (1099-1126 n. l.). Ananta Malla jej renovoval a přidal k němu střechu.
Hlavní chrámový komplex Pašupatináth a sanctum sanctorum zůstaly nedotčeny, ale některé vnější budovy komplexu byly poškozeny nepálským zemětřesením v dubnu 2015.

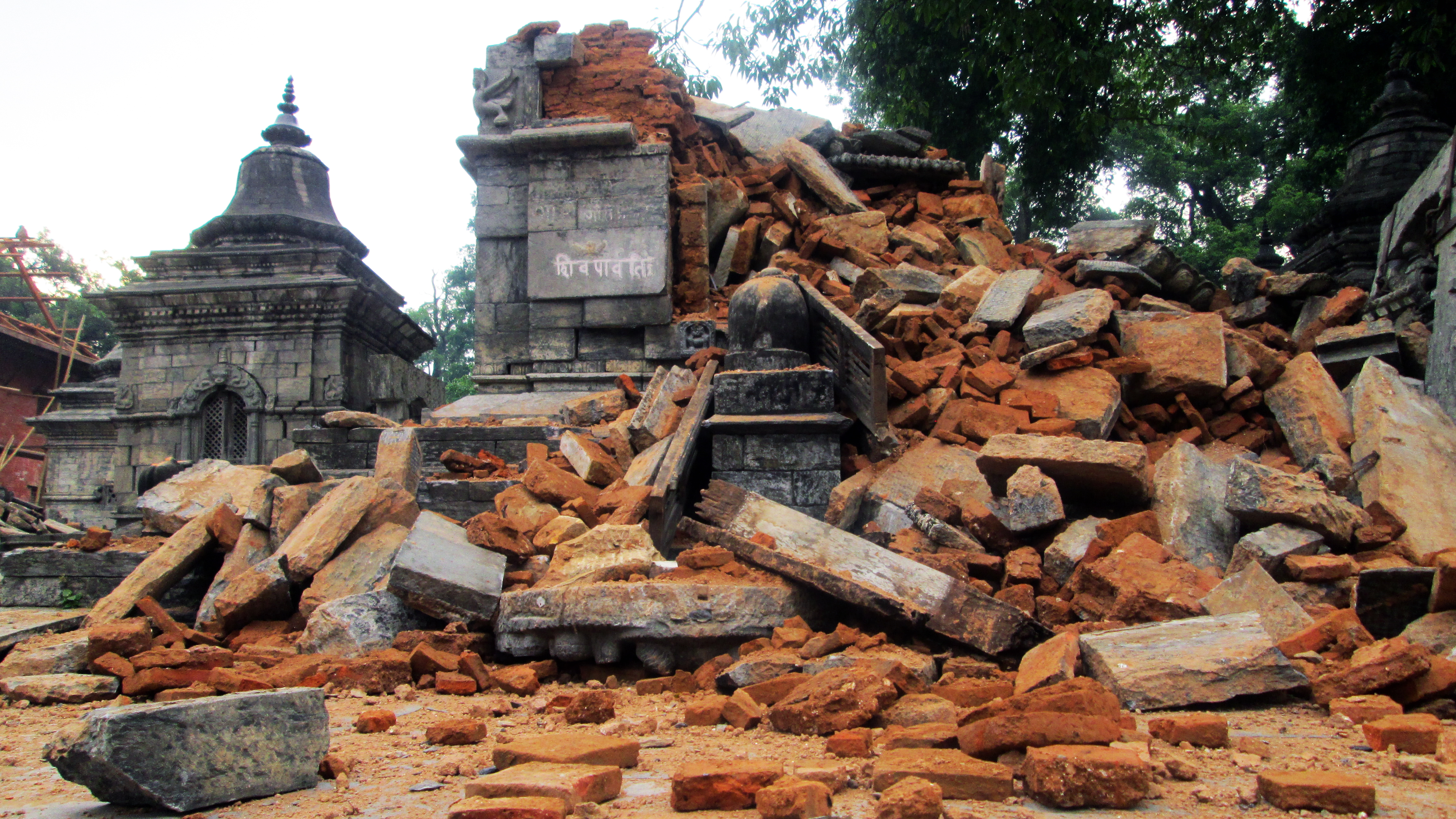
Jedna z vnějších svatyní poškozená při zemětřesení v Nepálu v roce 2015.

## Architektura
Tento hlavní chrám je postaven v nepálském architektonickém stylu pagody. Dvouúrovňové střechy jsou z mědi se zlatou krytinou. Chrám spočívá na čtvercové základní plošině o výšce 23 m 7 cm od základny po vrchol. Má čtyři hlavní dveře, všechny pokryté stříbrným plechem. Tento chrám má zlatý vrchol (špici). Uvnitř jsou dvě garbhagrihy: vnitřní garbhagriha neboli sanctum sanctorum je místo, kde je umístěna modla, a vnější sanctum je otevřený prostor připomínající chodbu.

## Božstvo
Sacro sanctum neboli hlavní modla je kamenná Mukhalinga se stříbrným podstavcem joni spojeným se stříbrným hadem. Je vysoká jeden metr a má obličeje ve čtyřech směrech, které představují různé aspekty Šivy: Sadjódžata (známý také jako Barun), Vamadéva (známý také jako Ardhanareshwara), Tatpurusha, Aghora a Ishana (imaginativní). Každý obličej má drobné vystouplé ruce, které drží v pravé ruce rudraksha mala a v druhé kamandalu. Na rozdíl od jiných Šivových lingamů v Indii a Nepálu je tento lingam vždy oděn do svého zlatého vastramu, s výjimkou abhišek, takže polévání mlékem a Gangou Džal je možné pouze během rituálu prostřednictvím hlavních kněží.

## Kněží

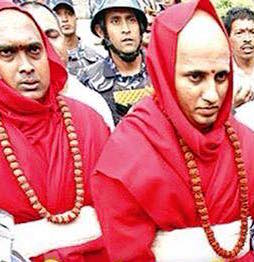
Raghavendra Bhat (vpravo) a Girish Bhatt v tradičním 4-5 kg těžkém kněžském oděvu chrámu Pašupatinath.

Modly se mohou dotknout pouze čtyři kněží. Každodenní rituály v Pašupatinathu provádějí dvě skupiny kněží: Bhatta a Rádžbhandari. Bhattové provádějí každodenní rituály a mohou se dotýkat lingamu, zatímco bhandárí jsou pomocníci a správci chrámu, kteří nemají kvalifikaci k provádění púdžových rituálů ani k dotýkání se božstva.

### Bhattové
Bhattové jsou vysoce vzdělaní védští drávida bráhmani z Karnátaky. Na rozdíl od jiných hinduistických chrámů není kněžství v Pašupatinathu dědičné. Kněží jsou vybíráni ze skupiny učenců vzdělaných Šrí Šankaračárjou Dakšinamnaja Peethem Sringeri v oblasti rgvédské recitace, zasvěcených do pašupatathatské jógy, Šiva Ágamy a naučených recitací Sámavédy z Haridváru. Po získání kvalifikace a splnění všech těchto kritérií jsou vybráni pro kněžství Rádžguruem chrámu Pašupatináth, který je podrobí přísné zkoušce z véd a Šivovy Ágamy. Vybraný kněz je poslán do Káthmándú, aby zde vykonával púdžu a každodenní uctívání Pašupatináthu.
Současní bhattští kněží chrámu jsou:
- Ganéš Bhat (15. hlavní kněz chrámu Pašupatináth alias Múl Bhat) z Udupi.
- Ram Karanth Bhat z Mangaluru.
- Girish Bhat ze Sirsi.
- Narajan Bhat (nedávno jmenovaný) z Bhatkalu.

### Rádžbhandárí
Rádžbhandárí jsou pokladníci, správci chrámu a pomocní kněží chrámu. Jsou potomky pomocných kněží, které vychovali dávní Bhattové, ale bylo jim umožněno usadit se v údolí Káthmándú a později se asimilovali do stávajícího névarského kastovního systému Rádžbhandáríů - vysoce kastovního klanu čatharíja/kšatrija z gótry Kašjapa. Jejich hlavním úkolem je pomáhat bhattským kněžím a provádět údržbu vnitřní garbhagrihy. Mohou mít jen malé nebo žádné védské znalosti, ale přesto se mohou kvalifikovat jako pomocní kněží, pokud patří ke stejné rodinné linii a projdou některými základními kritérii, jako je kasta, gótra, čistota rodu a vzdělání. Pracují ve třech a střídají se každý den úplňku. Rádžbhandárí je celkem 108.

## Vstup

Západní vchod na hlavní chrámové nádvoří

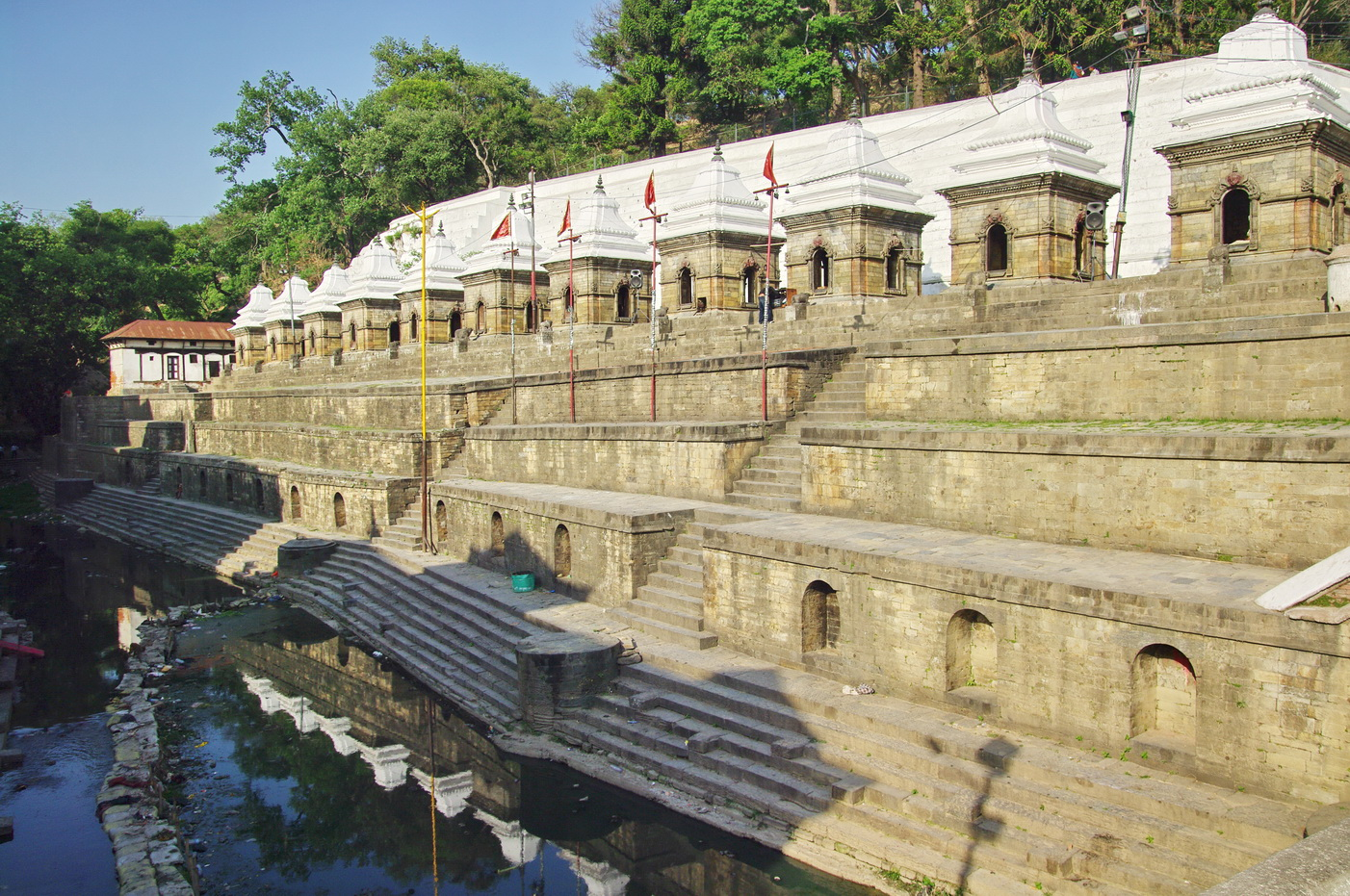
Pandra Shivalaya a ghat (vyhlídka pro turisty z přilehlé strany řeky Bagmati, východně od hlavního chrámu)

Chrámové nádvoří má čtyři vchody ve světových stranách. Západní vchod je hlavním vstupem na chrámové nádvoří a zbývající tři vchody jsou otevřeny pouze během svátků. Chrámová ochranka (ozbrojené policejní síly Nepálu) a fond pro rozvoj oblasti Pašupatináthu si vybírají, komu je vstup na vnitřní nádvoří povolen. Praktikující hinduisté z jihoasijské diaspory a buddhisté z nepálské a tibetské diaspory mají povolen pouze vstup na chrámové nádvoří. Praktikující hinduisté západního původu nemají do chrámového komplexu přístup a nesmí jít dál než ostatní nehinduističtí návštěvníci. Výjimku mají sikhové a džinisté: pokud jsou indického původu, mohou do chrámového komplexu vstoupit. Ostatní si mohou hlavní chrám prohlédnout z přilehlé strany řeky a zaplatit 1 000 nepálských rupií za návštěvu malých chrámů umístěných ve vnějších prostorách chrámového komplexu.
Vnitřní chrámové nádvoří zůstává pro věřící otevřené od 4 do 19 hodin, ale vnitřní chrám Pašupatináth je otevřen od 5 do 12 hodin pro ranní rituál a prohlídku a od 17 do 19 hodin pro večerní rituál. Na rozdíl od mnoha jiných Šivových chrámů není oddaným dovoleno vstoupit do vnitřní gárgagríhy, ale mohou ji sledovat z vnějších prostor vnější gárgagríhy. Zavírací doba chrámu se mění v závislosti na ročním období: v listopadu se zavírá v 18.30. V létě se zavírá ve 20.00.

## Festivaly
Během roku se koná mnoho festivalů, například Maha Šivaratri a Tídž. Tídž je jedním z nejslavnějších svátků v chrámu Pašupatináth[.

## Kontroverze
V lednu 2009, po vynucené rezignaci hlavního kněze chrámu Pašupatináth, nepálská vláda vedená maoisty "ručně vybrala" nepálské kněze etnika Khas-Gorkhali, aby vedli chrám, čímž obešla dlouhodobé požadavky chrámu. Proti tomuto jmenování se postavili rádžbhandárí (správci chrámu) s tím, že nejsou proti jmenování nepálských kněží, ale proti jmenování bez řádného postupu. Poté, co bylo jmenování napadeno u civilního soudu, Nejvyšší soud Nepálu jmenování zrušil, vláda však toto rozhodnutí ignorovala a stála si za svým, což vedlo k pobouření veřejnosti a protestům kvůli nedostatečné transparentnosti. Střet mezi mládežnickým křídlem Komunistické strany Nepálu (maoisté) a protestujícím personálem chrámu si vyžádal více než tucet zraněných, když asi 100 maoistických kádrů napadlo správce chrámu, ačkoli maoisté útok popřeli. K protestům se připojili i zákonodárci a aktivisté opozičních stran, kteří deklarovali podporu Bhattovi a dalším protestujícím pro Bhattu.  Po dlouhé nespokojenosti a protestech hinduistů v Nepálu i mimo něj byla vláda nucena své rozhodnutí zvrátit a znovu přijmout kněze Bhattu.

### Další čtení
- MICHAELS, Axel. Die Reisen der Götter: Der nepalesische Paßupatinatha-Tempel und sein rituelles Umfeld, mit einem Beiheft Pasupatiksetras. [s.l.]: [s.n.], 1994.
- MICHAELS, Axel; TANDAN, Govinda. Pasupatiksetra. Maps of Deopatan. [s.l.]: [s.n.], 1994.
- MICHAELS, Axel. Siva in Trouble: Festivals and Rituals at the Pasupatinatha Temple of Deopatan (Nepal). [s.l.]: Oxford University Press, 2008.
- von Schroeder, Ulrich. (2019). Nepalese Stone Sculptures. Volume One: Hindu; Volume Two: Buddhist. (Visual Dharma Publications). ISBN 978-3-033-06381-5. Obsahuje SD kartu s 15 000 digitálními fotografiemi nepálských soch a dalších předmětů, které jsou veřejně dostupné.